# جيني كيد تراوت
جيني كيد تراوت (اللقب عند الولادة جوانلوك - وُلِدت في 21 أبريل 1841 – وتوفيت في 10 نوفمبر 1921) هي أول امرأة في كندا تحصل على رخصة لمزاولة مهنة الطب  في مارس من عام 1875، وكانت هي المرأة الوحيدة التي حصلت على هذه الرخصة إلى أن لحقت بها إيميلي ستو بعد إكمالها للمؤهلات الرسمية. 

## السيرة الذاتية
وُلِدت جيني في ودين ميلز، في كيلسو، بدولة اسكتلندا، ثم انتقلت مع والديها إلى كندا في عام 1847 حيث استقرت أسرتها بالقرب من ستراتفورد ، أونتاريو. وقد تلقت تراوت دورة في التدريس بعد التخرج، وعلمت معلمة حتى زواجها من إدوارد تراوت في عام 1865، بعدها انتقل الزوجان إلى تورنتو التي أدار فيها إدوارد صحيفة إخبارية.
بسبب إصابتها بمرضٍ مزمن قررت جيني ممارسة مهنة الطب، فنجحت في اختبار القبول للكلية في عام 1871 ودرست الطب في جامعة تورنتو. وقد كان كلٌ من تراوت وإيميلي جينينغز ستو أول امرأتين يتم قبولهما في كلية الطب بتورنتو. إلا أن ستو رفضت إجراء الامتحانات احتجاجًا على الطريقة المهينة التي عاملتهما بها الكلية. بعدها نقلت تراوت دراستها إلى كلية الطب للبنات في بنسلفانيا، حيث حصلت على درجة الدكتوراه في 11 مارس 1875 لتصبح بذلك أول امرأة في كندا تحصل على ترخيض لمزاولة مهنة الطب.
فتحت تراوت المعهد العلاجي والكهربائي في تورنتو الذي تخصص في علاج السيدات بـحمامات المياه الكهربائية أو الكهرباء، ولمدة ستة أعوام أدارت تراوت مستوصف طبي مجاني لعلاج الفقراء في المكان نفسه، وقد لاقى المعهد نجاحًا كبيرًا ليفتح فروعًا له في برانتفورد (أونتاريو)، وهاميلتون، وأونتاريو.
بسبب سوء حالتها الصحية، تقاعدت تراوت في عام 1882 وانتقلت إلى بالما سولا، بولاية فلوريدا. وقد لعبت دورًا محوريًا في إنشاء كلية الطب للبنات في جامعة كوينز في كينغستون. حيث تنقلت عائلتها كثيرًا بين فلوريدا وأونتاريو، وانتقلوا بعد ذلك إلى مدينة لوس أنجلوس، بولاية كاليفورنيا، حيث توفيت في عام 1921.
في عام 1991، قامت هيئة البريد الكندية بإصدار طابع بريدي تكريمًا لذكراها باعتبارها أول امرأة تحصل على ترخيص لممارسة الطب في كندا.